# Kuźmynci (obwód kijowski)
Kuźmynci (ukr. Кузьминці) – wieś na Ukrainie, w obwodzie kijowskim, w rejonie obuchowskim, w hromadzie Rzyszczów. W 2001 liczyła 411 mieszkańców, spośród których 405 wskazało jako ojczysty język ukraiński, a 6 rosyjski.